# ТЕС Утманія
25°12′44″ пн. ш. 49°18′0″ сх. д. / 25.21222° пн. ш. 49.30000° сх. д.
ТЕС Утманія — теплова електростанція на сході Саудівської Аравії.
Основне обладнання станції сформували встановлені на роботу у відкритому циклі газові турбіни загальною потужністю 283,9 МВт:
- 3 турбіни Mitsubishi 301G одиничною потужністю по 22,6 МВт;
- введені в дію у 1974 – 1975 роках 5 турбін Mitsubishi 501G одиничною потужністю по 43,1 МВт.
У проміжку між 2004 та 2014 роками одну з турбін Mitsubishi 301G вивели з експлуатації та не пізніше 2018-го демонтували.
Як паливо станція використовує природний газ, що з 1981-му може постачати розташований неподалік газопереробний завод Утманія.
Також можливо відзначити, що вже у 1979 році поряд з ТЕС Утманія з’явилась більш потужна ТЕС Фарас.